# Achi (lud)
Achi – rdzenna ludność Majów zamieszkująca Gwatemalę. Większość zamieszkuje departament Baja Verapaz i mówi w języku achi. Ich populację szacuje się na 136 tys. osób. Plemienia dotyczy słynny dramat taneczny Rabinal Achí.
Górzysty obszar, na którym żyje ta grupa ludzi, jest usiany wulkanami. Większość rodzin zajmuje się rolnictwem, zbierając na żyznej glebie dużo żywności. Niektórzy uzupełniają swoje dochody, uprawiając kawę, cukier, kardamon lub banany. Owce dostarczają wełny dla szerokiej gamy odzieży tkanej i haftowanej oraz skomplikowanych rękodzieł.